# Oakura
Oakura – miasto w Nowej Zelandii, na Wyspie Północnej, w regionie Taranaki.